# Andrews (Carolina del Nord)
Andrews és una població dels Estats Units a l'estat de Carolina del Nord. Segons el cens del 2000 tenia 1.602 habitants.

## Demografia
Segons el cens del 2000, Andrews tenia 1.602 habitants, 703 habitatges i 423 famílies. La densitat de població era de 454,8 habitants per km².
Dels 703 habitatges en un 26,5% hi vivien nens de menys de 18 anys, en un 41,7% hi vivien parelles casades, en un 14,9% dones solteres, i en un 39,7% no eren unitats familiars. En el 36,7% dels habitatges hi vivien persones soles el 18,8% de les quals corresponia a persones de 65 anys o més que vivien soles. El nombre mitjà de persones vivint en cada habitatge era de 2,17 i el nombre mitjà de persones que vivien en cada família era de 2,81.
Per edats la població es repartia de la següent manera: un 22,1% tenia menys de 18 anys, un 6,7% entre 18 i 24, un 25,8% entre 25 i 44, un 22% de 45 a 60 i un 23,3% 65 anys o més.
L'edat mediana era de 42 anys. Per cada 100 dones de 18 o més anys hi havia 77,8 homes.
La renda mediana per habitatge era de 20.273 $ i la renda mediana per família de 28.320 $. Els homes tenien una renda mediana de 23.462 $ mentre que les dones 16.375 $. La renda per capita de la població era d'11.350 $. Entorn del 17,6% de les famílies i el 21,8% de la població estaven per davall del llindar de pobresa.

## Poblacions més properes
El següent diagrama mostra les poblacions més properes.